# Лебедєво (Крупський район)
Лебедєво (біл. вёска Лебедзева) — село в складі Крупського району Мінської області, Білорусь. Село підпорядковане Крупській сільській раді, розташоване в східній частині області.